# Vanilleeis

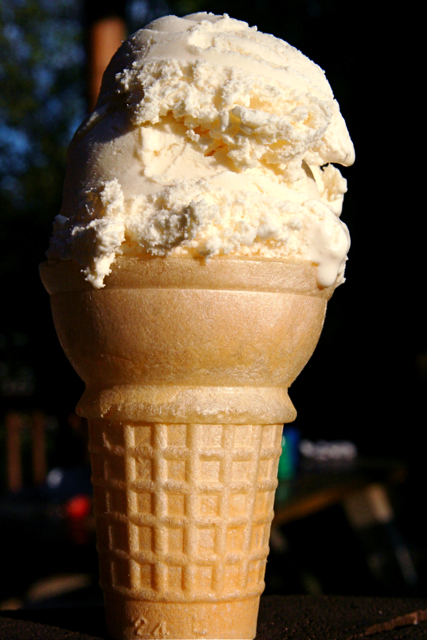
Eine mit Vanilleeis gefüllte Eiswaffel

Vanilleeis ist eine Eissorte mit Vanillegeschmack, die entweder mit Vanillin oder echter Vanille hergestellt wird. Sie wurde wie andere Eissorten ursprünglich durch Abkühlen einer Mischung aus Sahne, Zucker und Vanille über einem Behälter mit Eis und Salz hergestellt. Die zum Aromatisieren von Eiscreme verwendete Vanillesorte variiert je nach Standort. In Nordamerika und Europa sind Verbraucher an einem stärker ausgeprägten, rauchigen Geschmack interessiert, während in Irland ein eher anisartiger Geschmack gewünscht wird. Um die glatte Konsistenz von Eiscreme zu erreichen, muss die Mischung gelegentlich umgerührt und dann in den Behälter mit Eis und Salz zurückgegeben werden, um den Erstarrungsprozess fortzusetzen. Viele Menschen betrachten Vanille oft als den „Standard“ oder „einfachen“ Geschmack von Eiscreme (siehe Plain Vanilla).
Laut einer Umfrage aus dem Jahr 2023 ist Vanille die beliebteste Eissorte Deutschlands.

## Geschichte
Vanille wurde erstmals von den Azteken verwendet. In den 1510er Jahren waren spanische Konquistadoren bei der Erkundung des heutigen Mexikos auf Mesoamerikaner gestoßen, die Vanille in ihren Getränken und Speisen konsumierten. Mit den Konquistadoren wurde die Vanilleschote nach Spanien gebracht. In Spanien „wurde Vanille zum Würzen eines Schokoladengetränks verwendet, das Kakaobohnen, Vanille, Mais, Wasser und Eis kombinierte“. Das Getränk verbreitete sich schließlich im frühen 17. Jahrhundert in Frankreich, England und dann ganz Europa. Im Jahr 1602 empfahl Hugh Morgan, der Apotheker von Königin Elisabeth I., Vanille getrennt von Kakao zu verwenden.
Eiscreme lässt sich bis in die Yuan-Zeit des 14. Jahrhunderts zurückverfolgen. Es gibt Hinweise darauf, dass im Mogulreich Eis serviert wurde. Die Idee, eine Mischung aus Eis und Salz wegen ihrer kühlenden Wirkung zu verwenden, was Teil des Herstellungsprozesses von Eiscreme ist, stammt aus Asien. Die Methode verbreitete sich vom Osten nach Europa, als die Araber und Mauren zwischen 711 und 1492 nach Spanien reisten. Nachdem sich die Kühlmethode des Mischens von Eis und Salz in Europa verbreitet hatte, begannen die Italiener mit der Herstellung von Eiscreme. Zu Beginn des 18. Jahrhunderts erschienen in Frankreich Rezepte für Eiscreme. Laut „Frozen Desserts: The Definitive Guide to Making Ice Creams, Icees, Sorbets, Gelati, and Other Frozen Delights“ verwandelten die Franzosen Eiscreme in ein glatteres und reichhaltigeres Lebensmittel, indem sie dem Rezept Eier oder Eigelb hinzufügten. Die ersten von den Franzosen im frühen 18. Jahrhundert aufgezeichneten Eisrezepte enthielten kein Eigelb. Mitte des 18. Jahrhunderts begannen französische Eisrezepte jedoch, Eigelb zu verwenden.
Als die Verwendung von Vanille in Speisen und Getränken unabhängig von Kakao wurde, gewann sie in französischen Rezepten an Bedeutung. Vanilleeis wurde in den Vereinigten Staaten eingeführt, als Thomas Jefferson den Geschmack in Frankreich entdeckte und das Rezept in die Vereinigten Staaten brachte. In den 1780er Jahren schrieb Jefferson sogar sein eigenes Rezept für Vanilleeis. Das Rezept befindet sich in der Library of Congress.
Im Jahr 2017 wurde in einem Internetbeitrag fälschlicherweise behauptet, dass Vanilleeis ursprünglich eine schwarze Farbe hatte, aber seine Farbe verärgerte Weiße so sehr, dass der Farbton 1912 geändert wurde. Dies wurde mit Bildern von nicht-schwarzem Vanilleeis aus dem Jahr 1876 widerlegt.

## Produktion
Um in den Vereinigten Staaten im 18. Jahrhundert Eis herzustellen, benötigten Köche und Konditoren einen „größeren Holzeimer“, „einen Gefriertopf aus Metall mit Deckel“, Eis, Salz und die von ihnen geplante Sahnemischung beim Einfrieren. Der Prozess beginnt damit, Eis in einer „handlichen“ Größe zu finden, es dann mit Salz zu mischen und die Mischung in einen Eimer zu geben. Zusammen erzeugen das Eis und das Salz eine kühlende Wirkung. Der Koch oder Konditor gibt seine Eismischung in einen Gefriertopf und setzt dann den Deckel darauf. Der Gefriertopf wird in den Holzeimer gestellt und dort gerührt und geschüttelt, um dem Eis eine cremige Konsistenz zu verleihen. Gelegentlich muss der Gefrierbehälter geöffnet werden, damit das gefrorene Eis seitlich entnommen werden kann. Die Arbeit wurde von Sklaven und Dienern verrichtet.
Im Jahr 1843 erfand Nancy M. Johnson die erste Eismaschine mit einer Kurbel an der Außenseite des Holzbottichs. Die Kurbel mischt das Eis und kratzt gleichzeitig das gefrorene Eis vom Topfrand. Vor 1843 erforderte die Herstellung von Eis mehr Zeit. Durch die Kurbel an der Außenseite des Holzbottichs entfällt der Schritt, den Topf aus dem Holzbottich zu nehmen, um die Seiten des Topfes mit gefrorenem Eis abzukratzen. Nach der Erfindung von Nancy Johnson begannen kommerzielle Eiscremehersteller, Eismaschinen zu verwenden, die von „pferdebetriebenen Laufbändern, Dampfmaschinen und schließlich Elektromotoren“ angetrieben wurden. Menschen, die zu Hause Eis machten, begannen auch, elektrische Eismaschinen zu verwenden. Die Herstellung von Speiseeis erfreute sich größerer Beliebtheit, als Zucker billiger wurde und Eis leichter zu bekommen war. Nach dem Ende des Bürgerkriegs waren die Eispreise gesunken und mehr Großhändler waren in die Eisherstellung eingestiegen.

## Geschmacksarten
Vanilleeis wird mit künstlichem oder natürlichem Vanillearoma aromatisiert. Künstliche Aromen enthalten 100 % Vanillin, den Hauptbestandteil, der zum Geschmack des natürlichen Vanilleextrakts beiträgt. Natürlicher Vanilleextrakt enthält neben Vanillin noch fast 200 weitere Verbindungen. Die unterschiedlichen chemischen Eigenschaften dieser Verbindungen können zu Kompatibilitätsproblemen mit verschiedenen Eiscremezubereitungen führen.